# Hikaru no go
Hikaru no Go (ヒカルの碁, letterlijk "Hikaru's Go") is een populaire Japanse manga waar ook een animatieserie van gemaakt is. Het is gebaseerd op het bordspel go.  De manga is geschreven door Yumi Hotta en geïllustreerd door Takeshi Obata. Een professionele go-speler heeft ook geholpen. Dankzij deze manga is go weer populair onder de jeugd van Japan, China, Taiwan en Zuid-Korea. En recentelijk ook in Amerika. Hikaru no Go wordt ook wel afgekort als ‘HnG’.

## Inhoud
In de rommel op de zolder van zijn grootvader vindt Hikaru een go-bord waar de geest van Fujiwara no Sai in huist. Sai is een go-speler uit de Heian periode. Zijn geest is op aarde gebleven om de Kami-no-Itte te spelen, de goddelijke zet in het go-spel. Hikaru blijkt de enige persoon waar Sai mee kan communiceren en hij haalt Hikaru over go te gaan spelen. Hikaru heeft geen belangstelling voor het spel, maar laat zich overhalen naar een go-salon te gaan. Daar voert hij simpel de zetten uit die Sai hem aangeeft. In de salon verslaat Hikaru Toya Akira, de zoon van Japans beste go-speler. Akira gaat in de serie op zoek naar het geheim achter Hikaru’s sterkte.
Hikaru wordt geïntrigeerd door de passie van Sai en Akira voor het spel en gaat zelf spelen met als doel zelf Akira te kunnen verslaan. Hij werkt zich op van totale beginner tot lid van het team dat Japan vertegenwoordigt in een driekamp tegen Korea en China.